# Caballo lusitano
El caballo lusitano es una raza equina de origen portugués cuyo nombre deriva de Lusitania. Su fama remonta a Época Romana, que atribuía su velocidad a la influencia de viento de Poniente, que se consideraba capaz de fecundar a las yeguas. Se trata de un caballo ibérico de tipo barroco que está considerado como el más antiguo caballo de montar del mundo.
Hasta la década de 1960 compartió libro de registro con el caballo andaluz.
Su alzada a la cruz va desde 150 a 160 cm, son compactos, de cuartos traseros musculosos, patas fuertes y largas, con gran amplitud en el paso, grupa inclinada, cola de inserción baja, pecho ancho, costillas redondeadas, amplia frente, nariz romana, crines y cola abundantes. Los caballos lusitanos presentan gran variedad de colores sólidos, siendo los menos frecuentes y buscados el palomino y el cremello. 
Al igual que ocurre con el caballo andaluz, tradicionalmente se ha destacado su bravura, flexibilidad y nobleza que los hacen adecuados para la monta, el rejoneo y la doma clásica.
Como un caballo con grandes aptitudes para la guerra, este coraje le convierte en una de las razas más apreciadas para el toreo, siendo uno de los caballos preferidos por los rejoneadores, y una óptima cabalgadura para el turismo ecuestre.